# Haematotropis disjuncta
Haematotropis disjuncta är en mångfotingart som beskrevs av Golovatch, Hoffman och Spelda 2004. Haematotropis disjuncta ingår i släktet Haematotropis och familjen Aphelidesmidae. Inga underarter finns listade i Catalogue of Life.